# Odalisque au tambourin
Odalisque au tambourin est un tableau réalisé par le peintre français Henri Matisse durant l'hiver 1925-1926 à Nice, dans les Alpes-Maritimes. Cette huile sur toile est un nu féminin qui fait partie de la série des Odalisques. Elle représente une odalisque nue assise un bras levé derrière la tête sur un fauteuil vert et jaune, un tambourin posé sur un meuble derrière elle. Vendue en 1936 à William S. Paley par la galerie d'art du fils de l'artiste, Pierre Matisse, la peinture fait partie des collections du Museum of Modern Art de New York depuis 1990.